# Jack Walton
John Calloway "Jack" Walton, född 6 mars 1881 i Indianapolis i Indiana, död 25 november 1949 i Oklahoma City i Oklahoma, var en amerikansk demokratisk politiker. Han var Oklahoma Citys borgmästare 1919–1923 och därefter Oklahomas guvernör från januari till november 1923. Han blev avsatt av Oklahomas lagstiftande församling efter att ha utmanat Ku Klux Klans maktposition i delstaten.
Walton deltog i spansk-amerikanska kriget, studerade sedan i Mexiko och flyttade 1903 till Oklahoma City. År 1919 efterträdde han Byron D. Shear som Oklahoma Citys borgmästare och efterträddes 1923 av Mike Donnelly.
I januari 1923 efterträdde Walton James B.A. Robertson som Oklahomas guvernör. Han utlyste undantagstillstånd i Tulsa för att kväsa Ku Klux Klan. I tidningen Tulsa Tribune publicerades Ku Klux Klans annons som uppmanade till motstånd och Walton reagerade med att placera tidningen under censur. Militärdomstolen i Tulsa kom fram till att KKK-medlemmarna hade gjort sig skyldiga till flera terrordåd där. Walton visste att situationen var svår i och med att de flesta ledamöterna av Oklahomas lagstiftande församling stödde KKK. Vissa KKK-anhängare hade han även försökt vinna över till sin sida genom att erbjuda dem tjänster inom förvaltningen. Oklahomas representanthus åtalade Walton på 22 olika grunder inklusive benådningar utan saklig grund, oförmåga att tillämpa dödsstraff när detta borde ha gjorts, anställning av onödig personal och utlysning av undantagstillstånd i Tulsa och Okmulgee. Senaten avsatte honom på basis av elva åtalspunkter som åtminstone delvis berörde korruption, övriga åtalspunkter förkastades. Bland de elva åtalspunkterna som fällde Walton fanns sådana som olaglig insamling av kampanjmedel och "allmän inkompetens". Walton avled 1949 och gravsattes på begravningsplatsen Rose Hill Burial Park i Oklahoma City.